# Malagueira
Malagueira ist eine ehemalige Gemeinde (Freguesia) der portugiesischen Stadt Évora. Die Gemeinde hatte 12.370 Einwohner (Stand 30. Juni 2011).
Am 29. September 2013 wurden die Gemeinden Malagueira und Horta das Figueiras zur neuen Stadtgemeinde União das Freguesias de Malagueira e Horta das Figueiras zusammengeschlossen. Malagueira ist offiziell Sitz dieser neu gebildeten Gemeinde.